# Grevillea bipinnatifida
Grevillea bipinnatifida is een soort uit de familie Proteaceae. Het is een struik die endemisch is in het zuidwesten van West-Australië.
De soort komt voor in gebieden met heideachtige vegetatie, open eucalyptusbos en eucalyptus woodland en groeit op granietachtige grond, leemachtige klei, lateritische grond, op granietrotsen, heuvels en in winternatte vlakke terreinen.